# مهند براح
مهند عبد الله براح (مواليد 18 يناير 2004) هو لاعب كرة قدم سعودي يلعب حاليًا في نادي الصقر معار من نادي النصر.

## مسيرة اللاعب
لعب في الفئات السنية في النادي الأهلي و انتقل إلى فئة الشباب في نادي النصر في عام 2021 وأعير إلى نادي الصقر في عام 2024.